# Bande de cisaillement

## Définition
Au cours d'une intense déformation plastique des métaux, de fortes hétérogénéités de déformation apparaissent dues au mode de déformation ou aux caractéristiques hétérogènes du matériau lui-même. La déformation se localise alors en bandes, appelées bandes de cisaillement ou bandes de Hartmann-Lüders. La déformation plastique cumulée atteint plusieurs centaines de pourcents. La puissance plastique dégagée provoque un dégagement intense de chaleur sur une courte durée, et de manière localisée. La contrainte du matériau diminue alors fortement provoquant le cisaillement ou glissement brutal de deux zones distincts du matériau.
Ce phénomène intervient entre autres dans les procédés d'usinage ou de découpe adiabatique. La propagation de la bande de cisaillement permet alors la découpe du matériau. Par contre, dans d'autres procédés comme le forgeage, ou la compression, la bande de cisaillement n'est pas souhaitée et constitue un défaut de fabrication.

## Structure d'une bande

Fig. 1 : Représentation schématique d'une bande de cisaillement composée de grains.
Les cercles représentent les grains constituant la matière

La microstructure subit alors de nombreux changements sous l'action de l'énergie libérée par la déformation. Lorsque le matériau est un métal, la taille moyenne des grains (ou cristallites) diminue jusqu'à atteindre une taille d'environ 100 nm au cœur de la bande (voir Fig. 1). Par ailleurs, des études récentes ont permis de révéler que certaines parties de la bande de cisaillement ne présentait plus une microstructure composée de grains. Ces zones ont alors les mêmes caractéristiques physiques que l'eau ou le verre. Il s'agit d'une structure amorphe comme le verre, les élastomères et les liquides.